# آلیپی کوستادینوف
آلیپی کوستادینوف (چکی: Alipi Kostadinov؛ زادهٔ ۱۶ آوریل ۱۹۵۵) دوچرخه‌سوار اهل چکسلواکی بود.
وی در مسابقات کشوری و بین‌المللی در مجموع برندهٔ ۲ مدال برنز شده‌است.